# Кольцеобразная галактика

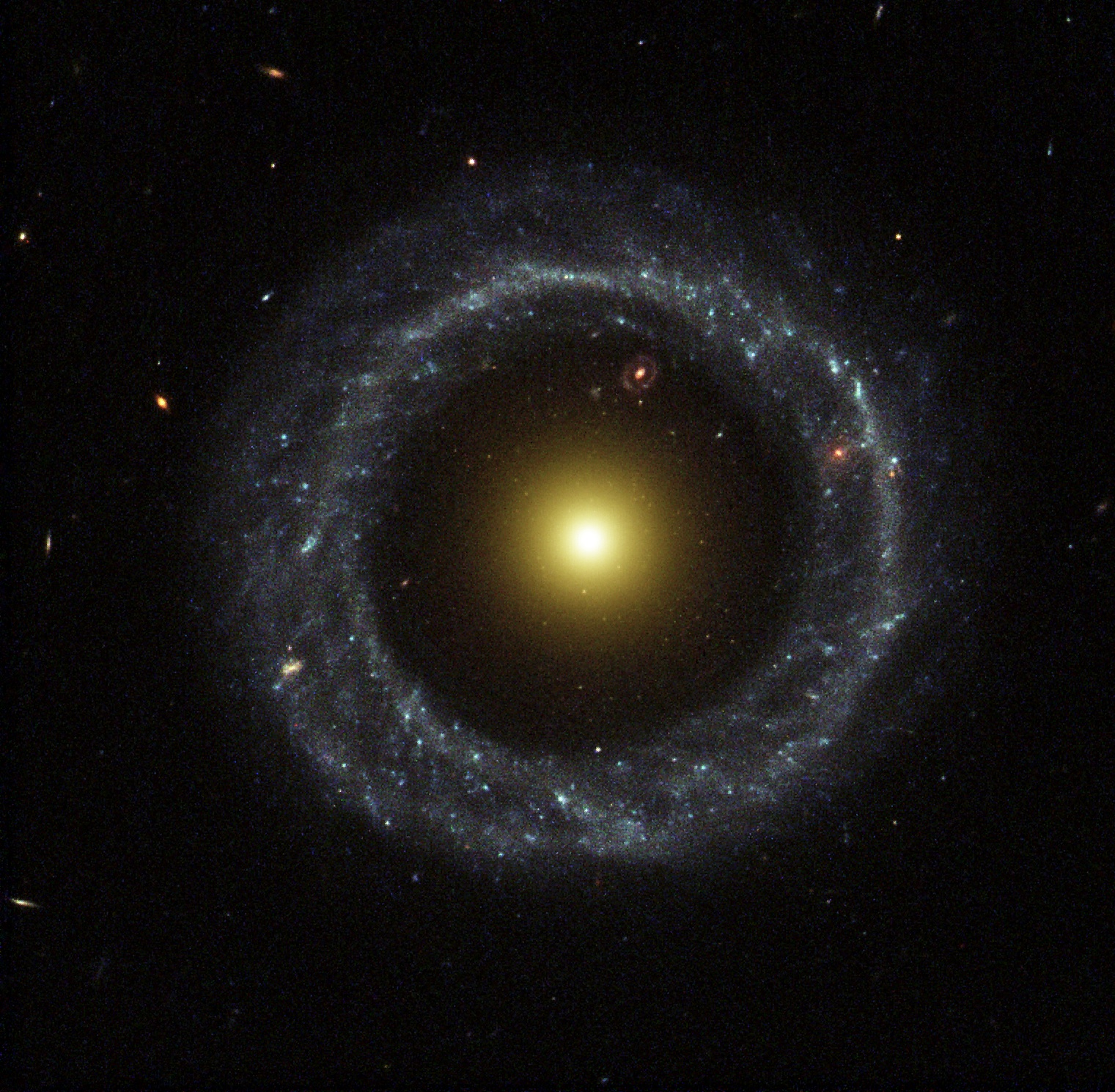
Объект Хога — типичная кольцевая галактика. В промежутке между ядром и кольцом (в месте, соответствующем одному часу на циферблате) видна ещё одна кольцеобразная галактика, которая находится гораздо дальше (SDSS J151713.93+213516.8).

Кольцеобразная галактика — разновидность пекулярных галактик, характеризующаяся наличием плотного ядра, окруженного протяженным кольцом ярких молодых звёзд, отделенным от ядра некоторым расстоянием. Визуально кольцеобразные галактики похожи на планетарные туманности. Кольцевые структуры разного масштаба имеются у более половины дисковых галактик. Эти структуры, как и спирали, могут быть регулярного гладкого вида, а могут быть клочковатыми и иррегулярными, могут иметь ядро галактики в своем геометрическом центре, а могут быть сдвинутыми относительно центра галактики.

## Происхождение
Существуют несколько гипотез происхождения кольцеобразных галактик, при этом многие из них не являются взаимоисключающими и, возможно, различные наблюдаемые галактики подобного типа образовались по тому или иному механизму.

### Столкновения галактик
Наиболее вероятным механизмом рождения кольцеобразных галактик является лобовое столкновение между большой дисковой и сопутствующей ей компактной галактиками. Когда карликовая галактика проходит через центр большей звёздной системы звёзды обоих галактик проходят практически без столкновений, тогда как облака газа, содержащиеся в галактиках, сталкиваются, уплотняются, от места столкновения галактик возникает ударный фронт и начинает распространяться волна звёздообразования, что, со временем, приводит к появлению яркого кольца. Для некоторых галактик, например AM 0644-741 удалось обнаружить вероятную галактику-ударник, которая стала причиной образования кольца.
Также при центральном столкновении с компактной галактикой возможен следующий эффект. Во время прохождения компактной галактики через диск на звёзды (диска) большей действует дополнительная сила гравитации, которая как бы поджимает их к центру. Но из-за того, что само прохождение по астрономическим меркам довольно быстрый процесс, то вскоре, по мере удаления малой галактики, дополнительная сила притяжения исчезает и звёзды (благодаря закону сохранения импульса) начинают свои эпициклические колебания. Как правило, период этих колебаний увеличивается с увеличением радиуса на большей части диска, но, что важно, период зависит только от расстояния до центра галактики (вернее до точки прохождения центра малой галактики). Таким образом, хотя звезды с заданным галактическим радиусом отскочили и начали двигаться наружу, звезды с немного большим радиусом все ещё движутся внутрь. Следствием этой радиальной дисперсии является то, что звездные орбиты будут сгущаться или сгущаться на некоторых радиусах, приводя к высокой плотности там. Область скопления и разрежения орбит распространяется как волна плотности от центра к периферии галактики, что вызывает волны звёздообразования.

### Аккреция межгалактического газа
Наблюдения в ультрафиолетовом свете показывают несколько случаев слабых, кольцеобразных и спиральных структур горячих молодых звезд, которые образовались вдоль облаков холодного газа, простирающегося далеко от видимого светящегося галактического диска. При благоприятных условиях в месте спиральной структуры может образоваться кольцо.
Поскольку некоторые спиральные галактики теоретически сформировались из массивных облаков межгалактического газа, которые коллапсируют, вращаясь, образуя структуру диска, можно предположить, что вместо спирального диска при благоприятных условиях может образоваться кольцевой. Это относится и к протогалактикам, или галактикам, которые только что образовались, и к старым галактикам, которые мигрировали в участок пространства с более высоким газосодержанием, чем в предыдущих местах.

### Приливное разрушение галактик
Другая гипотеза образования колец — аккреция вещества карликовых галактик-спутников. Этот процесс сходен с дисковой аккрецией в тесных двойных звёздах. Этот механизм является основным при образовании галактик с полярным кольцом.

### Нестабильность перемычки (бара)
В спиральных галактиках с перемычкой (баром) в определённых случаях может развиваться нестабильность и последующее разрушение этой перемычки.

### Резонанс
В этом случае образование кольца так же связывают с присутствием бара в галактике: наличие неосесимметричного возмущения плотности (и, соответственно, гравитационного потенциала), которое вращается, как твердое тело, с постоянной вдоль радиуса диска угловой скоростью, приводит к динамическому выделению локализованных зон диска на определённом расстоянии от центра галактики, где вращение бара входит в резонанс с квазикруговым дифференциальным вращением газа. В областях Линдбладовских резонансов орбиты облаков скучиваются, газ уплотняется, и возникают условия для интенсивного, очень эффективного звездообразования, в результате которого формируются радиальные уплотнения в распределении звезд — звездные кольца.

### Магнитное взаимодействие галактик
В случае, когда диски двух галактик параллельны и галактики движутся параллельными курсами магнитное поле большей галактики перпендикулярно плоскости диска меньшей. Расчёты показывают, что под действием магнитных полей и сил гравитационного притяжения при разности скоростей галактик в 3 км/с в результате всего за 200 млн лет может возникнуть структура, очень похожая на объект Хога.

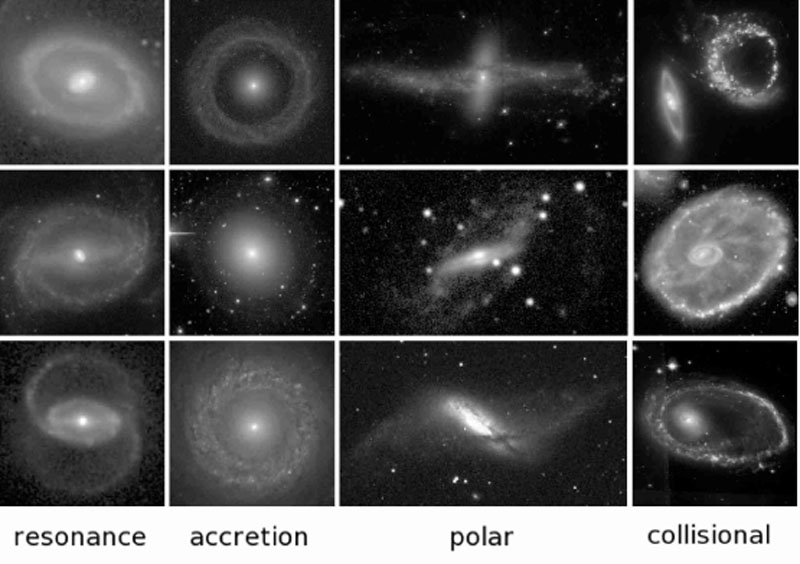
Сравнение различных типов кольцевых галактик

## Представители
Наиболее типичным представителем карликовых галактик является объект Хога (PGC 54559), открытый Артуром Алленом Хогом в 1950 году. Примечательно, что в незаполненное пространство между ядром и кольцом галактики Хога проецируется другая кольцевая галактика. Также к кольцеобразным галактикам относят AM 0644-741, Колесо Телеги (ESO 350-40). А в группе Arp 147 находятся сразу две кольцеобразных галактики.

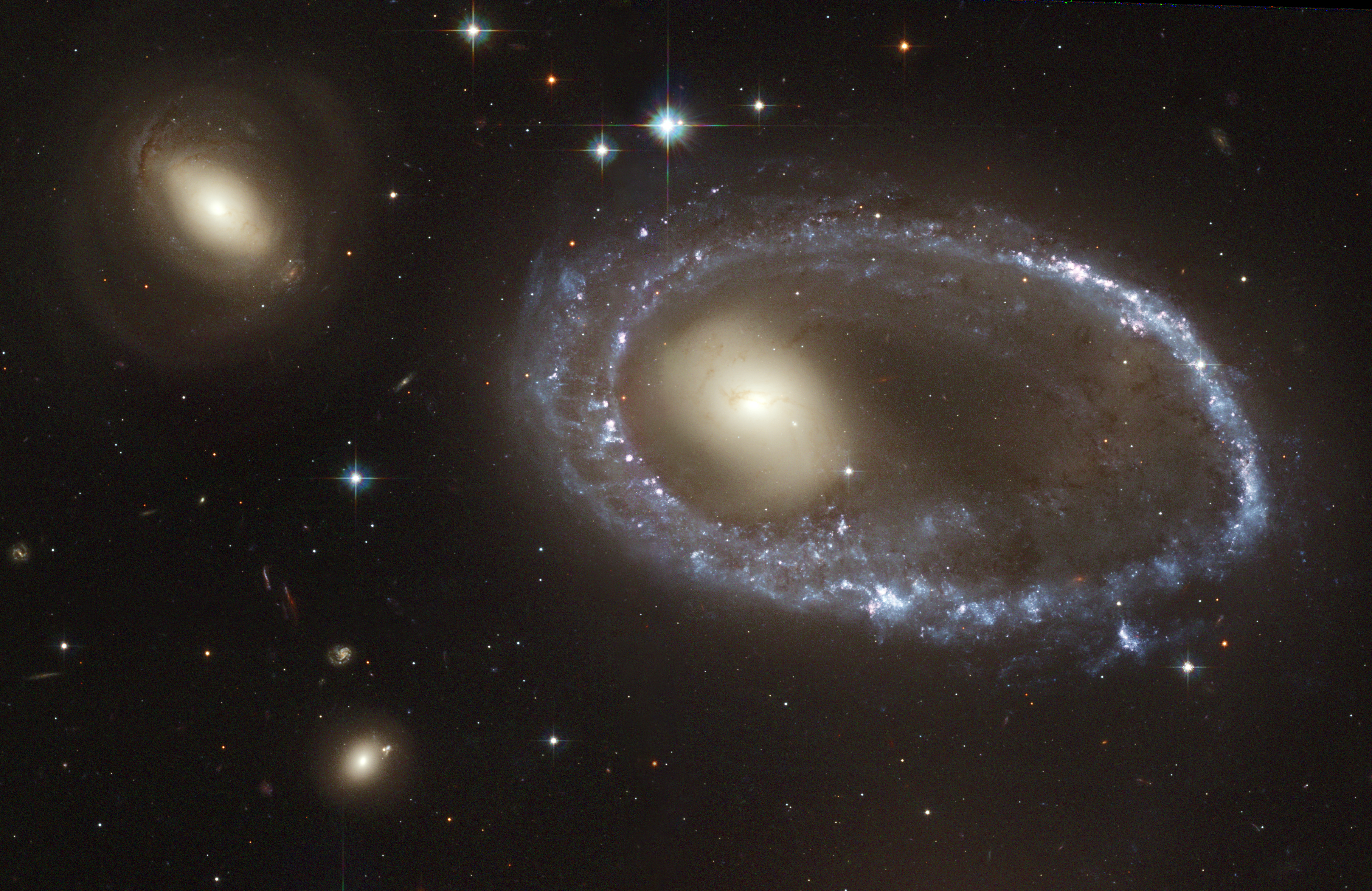
Кольцеобразная галактика AM 0644-741